# Río Blanco (Nicaragua)
Río Blanco es un municipio del departamento de Matagalpa en la República de Nicaragua.

## Geografía
El territorio municipal limita al norte con los municipios de Rancho Grande, Waslala y Mulukukú; al sur y oeste con el municipio de Matiguás y al este con el municipio de Paiwas. La cabecera municipal está ubicada a 195 kilómetros de la capital de Managua.
Tiene los siguientes ríos: el Wanawana, que sirve de límite con el municipio de Paiwas; el río Grande de Matagalpa, que lo separa del departamento de Boaco; y algunos otros. La región municipal es esencialmente montañosa, pero existen tierras bajas o de sabanas, propias para la agricultura.
La hidrografía del cerro Musún está compuesta por 8 microcuencas principales que desaguan a igual número de ríos principales, que se encuentran dispuestos en el terreno de forma radial. La microcuenca de mayor capacidad de evacuación de aguas es la de Río Blanco con 43.3k² y que abastece de agua potable al poblado de Río Blanco. La menor es la de Río Palán con 10.8k². Esta agua finalmente convergen en los ríos Tuma, Wilike Grande y Matagalpa; importantes cursos de agua que desembocan en el litoral Atlántico o Caribe del país.

## Historia
A través del inicio del siglo esta zona la habitaban indígenas "sumos", que dieron nombres a muchos de los ríos.
"El Musún –la montaña de los sumos"– fue considerado como un lugar de veneración por los antecesores de este grupo étnico que vivía alrededor de este macizo. “Antes de la llegada de los colonizadores españoles, la región la ocupaban los indígenas chorotegas, civilización de origen mesoamericano en la parte occidental y zumos de origen chibcha en la Oriental. Los españoles solo lograron penetrar hasta Cacao-Manceras (antiguo poblado de Muy Muy Viejo)”. La formación de este poblado se remonta al año de 1952 con la llegada de los primeros inmigrantes, hasta su constitución en municipio el 4 de julio de 1974. Se ha desarrollado de una forma rápida con la sobreexplotación de sus recursos naturales.

## Demografía
Río Blanco tiene una población actual de 37,469 habitantes. De la población total, el 48.5% son hombres y el 51.5% son mujeres. Casi el 49.3% de la población vive en la zona urbana.

## Naturaleza y clima
El municipio tiene un clima monzónico tropical, cuenta con una estación lluviosa que dura aproximadamente 9 meses del año. La temperatura media oscila entre los 20 a 26 °C, las precipitaciones pluviales varían entre los 2400 y 2600 mm anuales. Extensión y límites del cerro Musún. El área natural protegida del cerro Musún tiene una superficie territorial de 5375 hectáreas, con una zona de amortiguamiento de 14185 has, para un total de 19560 has. Comprende todo el macizo montañoso que se encuentra al norte del poblado de Río Blanco a partir de la curva de nivel de los 500 m s. n. m. El instrumento legal por el cual se designó el Área Natural Protegida de Interés Nacional Cerro Musún es el decreto 42-91, del 31 de octubre de 1991, que firmara doña Violeta Barrios de Chamorro; entonces Presidente de la República de Nicaragua.

## Localidades
Además de la cabecera municipal, existen un total de 16 comarcas:
- Tawa
- Cuatro Esquinas
- Wanawás (Segunda localidad más poblada del municipio)
- El Auló
- El Castillo
- El Rosario
- Las Peñitas
- Manceras
- Walana
- Cabecera de Paiwas
- El Martillo
- Wanawana
- La Ponzoña
- Río Blanco
- San José de Paiwas
- Cerro Musún

Cuenta con 13 barrios:
- B.º Rafael Martínez
- B.º 380
- B.º Linda Vista
- B.º Benjamín Zeledón
- B.º El Sacramento
- B.º Gregorio Montoya
- B.º Carlos Fonseca
- B.º Luis Alfonso Velásquez
- B.º Cresencio Suárez
- B.º Las Lomas
- B.º Brisas del Musún (En desarrollo)
- B.º Walter Calderón
- B.º Tres Ochenta

## Economía
Las principales actividades económicas que generan fuentes de trabajo en el municipio son la ganadería y la agricultura, destacando los cultivos de arroz, frijoles, maíz y cacao.